# N-vinylkarbazol
N-Vinylkarbazol je organická sloučenina používaná jako monomer při výrobě polyvinylkarbazolu, vodivého polymeru, jehož vodivost je ovlivňována přítomností světla, používaného ve fotoreceptorech fotokopírek.
Po vystavení záření gama se N-vinylkarbazol samovolně polymerizuje.
Tato látka se vyrábí vinylací karbazolu acetylenem za přítomnosti zásady.